# Покровское сельское поселение (Орловская область)
Покровское се́льское поселе́ние — муниципальное образование в Краснозоренском районе Орловской области Российской Федерации.
Административный центр — деревня Протасово.

## История
Статус и границы сельского поселения установлены Законом Орловской области от 12 августа 2004 года № 417-ОЗ «О статусе, границах и административных центрах муниципальных образований на территории Краснозоренского района Орловской области».

## Население
| 2010 | 2012 | 2013 | 2014 | 2015 | 2016 | 2017 |
| ---- | ---- | ---- | ---- | ---- | ---- | ---- |
| 586  | ↘544 | ↘523 | ↘495 | ↘481 | ↘454 | ↘443 |
| 2018 | 2019 | 2020 | 2021 | 2023 |      |      |
| ↘423 | ↘401 | ↘389 | ↘339 | ↘317 |      |      |

## Состав сельского поселения
| № | Населённый пункт | Тип населённого пункта          | Население |
| - | ---------------- | ------------------------------- | --------- |
| 1 | Берёзовка        | деревня                         | 17        |
| 2 | Карпово          | деревня                         | ↘47       |
| 3 | Кукуй            | деревня                         | 0         |
| 4 | Медвежье         | село                            | ↘164      |
| 5 | Покровское       | село                            | ↘172      |
| 6 | Протасово        | деревня, административный центр | ↘132      |
| 7 | Сойминово        | деревня                         | 11        |
| 8 | Щербачи          | село                            | 43        |